# Colobothea sublunulata
Colobothea sublunulata är en skalbaggsart som beskrevs av Dmytro Zajciw 1962. Colobothea sublunulata ingår i släktet Colobothea och familjen långhorningar. Inga underarter finns listade i Catalogue of Life.